# サイペム
サイペム（Saipem S.p.A.）はイタリアの多国籍企業で、石油·ガス業界、特に遠洋および深海地域で請負業会社。 1957年に設立され、本部はイタリアのミラノに設置されている。 エンジニアリング、調達、建設、掘削サービスのリーダーとして、サイペムは世界中の複雑で安全で持続可能なインフラおよびプラントの設計、建設および運用を専門としている。
同社は、高度な技術ソリューションを提供する広範なエンジニアリングおよび建設活動を実施。 そのサービスは、統合された基本設計、フロントエンドエンジニアリング設計（FED）、複雑なプロジェクトの開始から廃止までの管理をカバーしている。 Saipem S.p.A.の事業は広範であり、深海や孤立した地域のような厳しい環境における石油·ガス部門の要求に対応しており、専門的な専門知識と技術を必要。 当社は石油·ガス産業のエンジニアリングおよび建設サービスにおいて役割を果たし、EPCセクター内の様々なサービスに事業活動と純売上が分散している。

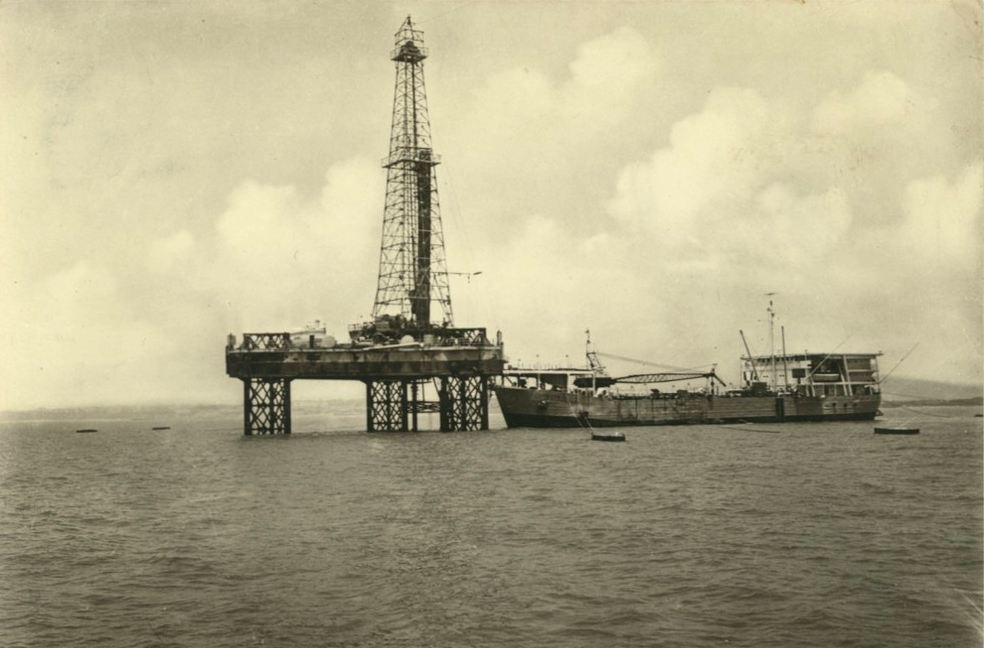
1962年の案件

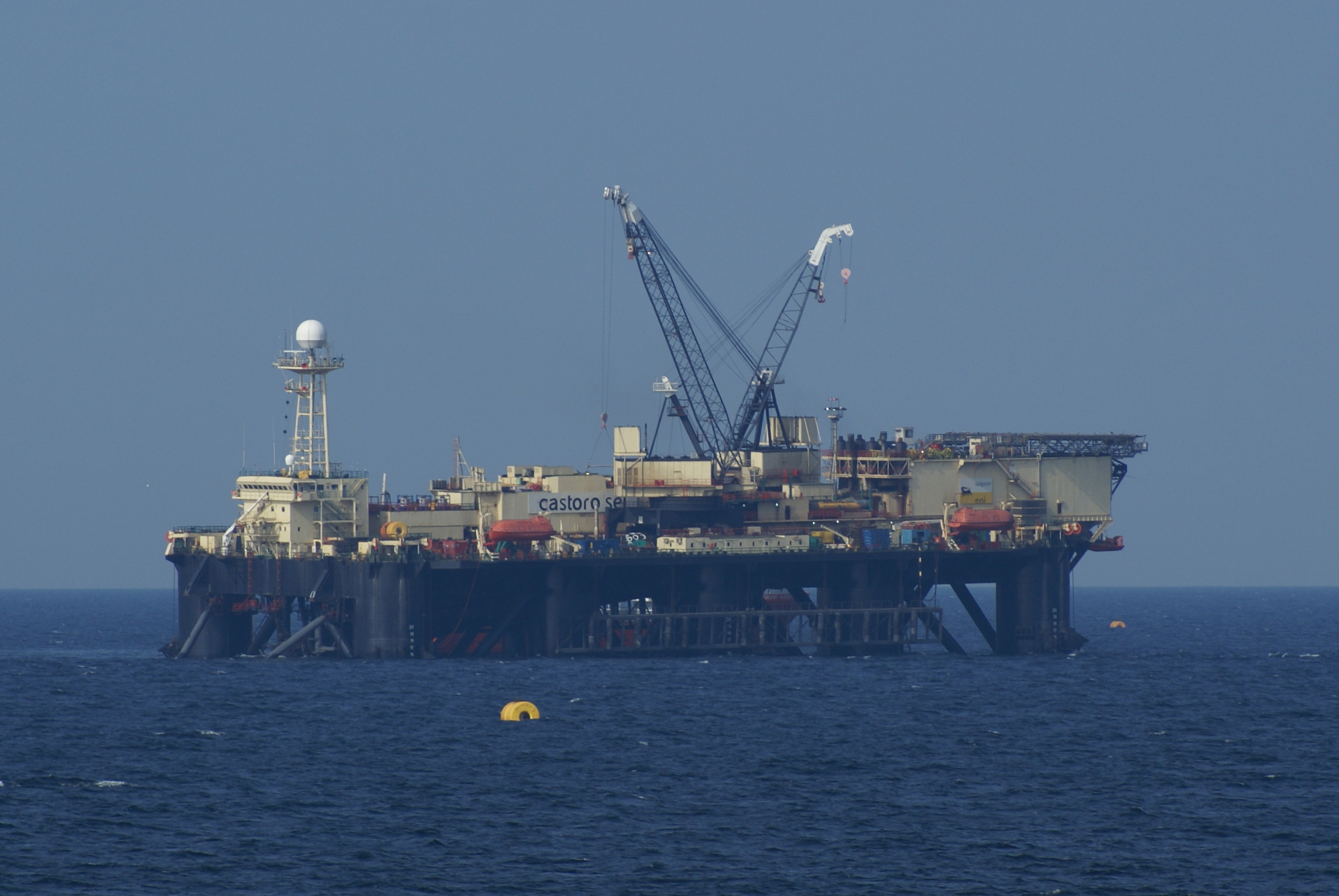
2011年のプロジェクト

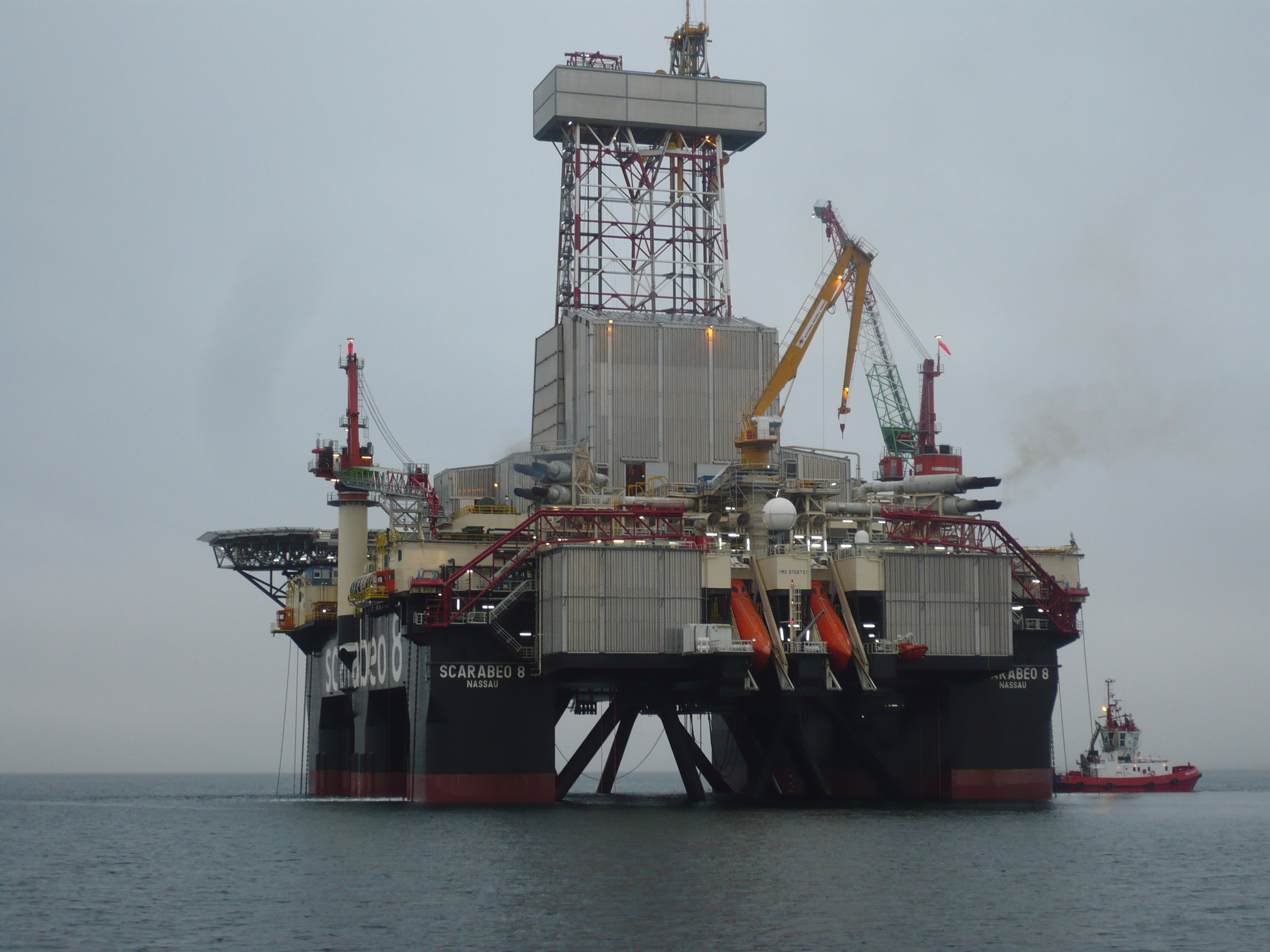
2012年の受注

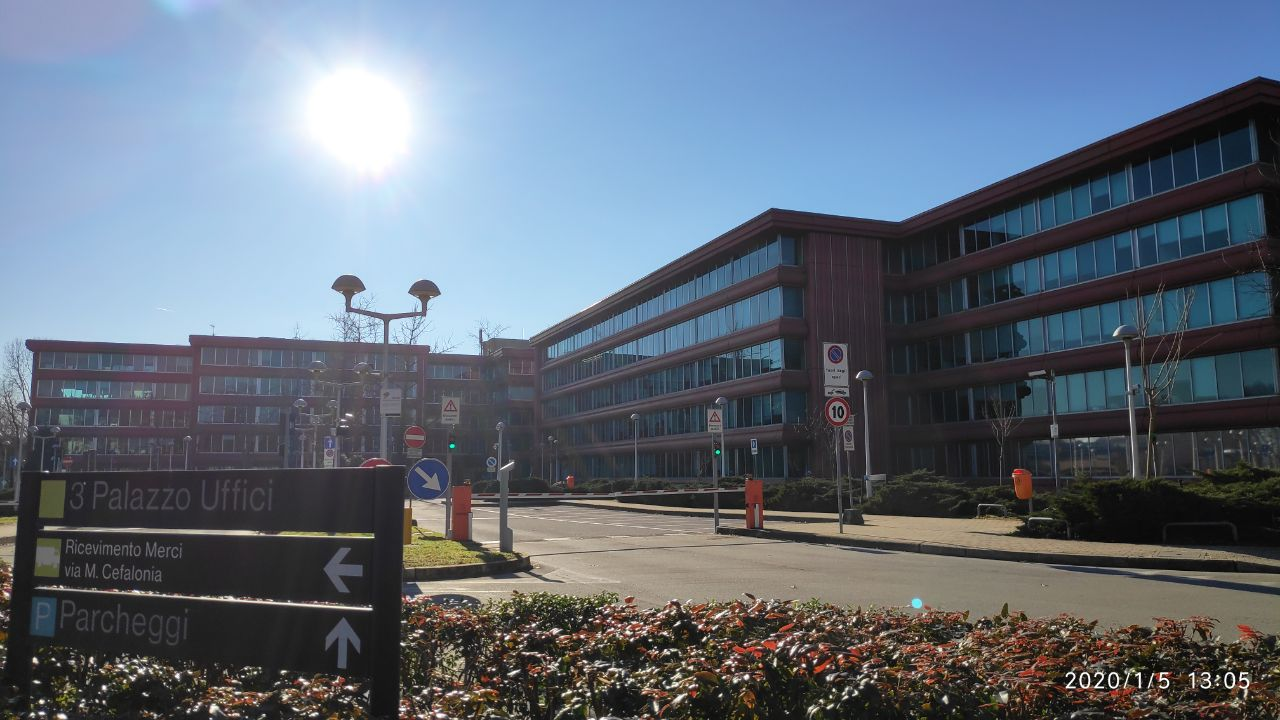
本社

## 組織
- 本社及び各事務所[3]

Saipemの本社はイタリアミラノ郊外のSan Donato Milanese。
- 極東及びオセアニア: オーストラリア、中国、インド、インドネシア、マレーシア、シンガポール、タイ
- 欧州:イタリア,フランス,ベルギー,クロアチア,ドイツ,ブリテン,アイルランド, ルクセンブルク, ノルウェイ、 オランダ、 ポルトガル、 スペイン、 スイス、 トルコ、 ポーランド.
- アメリカ':アルゼンチン、ブラジル、カナダ、エクアドル、メキシコ、ペルー、米国、 ベネズエラ、 スリナム
- 独立国家連合体:アゼルバイジャン、カザフスタン、ロシア、ジョージア
- アフリカ:アルジェリア、アンゴラ、カメルーン、コンゴ民主共和国、エジプト、ガボン、リビア、モロッコ、ナイジェリア、スーダン、 モザンビーク
- 中東:アラブ首長国連邦、サウジアラビア、イラン、オマーン、カタール、イラク、クウェート